# 赫米尼亞·席爾瓦
赫米尼亞·席爾瓦（葡萄牙語：Hermínia Silva Leite Guerreiro，1907年10月23日—1993年6月13日），葡萄牙法多歌手、女演員。
赫米尼亞1907年出生於葡萄牙里斯本聖何塞醫院。10歲那年，她一邊做裁縫一邊開始唱歌。她的職業生涯跨越了七十年。

## 榮譽
- 亨利王子勳章指揮官（1985年8月24日）[5]
- 亨利王子大十字勳章（1990年6月10日）[5]

## 外部連結
- Herminia Silva （页面存档备份，存于） on IMDb